# Consoante nula
Em ortografia, a consoante nula, inicial silenciosa, ou letra nula é uma letra consoante existente em algumas línguas (abjads, abugidas ou mesmo alfabetos começa com uma vogal (isto é, tem início nulo). São escritas que têm consoantes nulas (ou zero), geralmente porque têm uma regra ortográfica de que todas as sílabas devem começar com uma letra consoante. Assim, tais idiomas transcrevem permite sílabas para começar com uma vogal. Em alguns casos, como Pahawh Hmong abaixo, a falta de uma letrata consoante representa um som consoante específico, então a falta de um som consoante requer uma letra distinta para desambiguar.

## Usos
- A letra א aleph é a consoante nula do Hebraico dos Asquenazes, que originalmente representava um consoante oclusiva dental, valor que ainda retém em outros dialetos hebraicos de Israel.
- No alfabeto árabe, a letra ا alif por vezes toma o lugar de um som vocálio.
- No Hangul (escrita coreana, a consoante nula (ou zero) é ㅇ ieung. Essa aparece duas vezes, por exemplo em in 아음 a-eum "consoante velar" Fica no começo da sílaba. Também representa o som final de sílaba ng, mas historicamente era uma letra distinta.
- Nas escritas Birmanesa အ, Tailandesa อ, e Laociana ອ são letras de apoio para vogais iniciais;. Em Thai อ่าง, examplo, temos ang "bacia". (า é a vogala e ง a consoante ng.) อ e ອ provê dupla função para vogais em algumas posições.
- Em escrita Thaana das Maldivas, އ é a nula que requer um diacrítico para indicar a vogal associada: އި é i, އޮ o, etc. Isso é semelhante a um abjad, mas a marca da vogal não é opcional.
- Na escrita lontara da língua buginesa, com o zero ᨕ, há similaridade com Thaana, exceto que a sem o diacrítico de vogal o  ᨕ representa a vogal inicial a. Na escrita lepcha do Nepal ocorre algo similar.
- Nos silabários canadenses Cree e Inuit, um triângulo representa uma sílaba iniciada por vogal. A orientação do triângulo identifica a vogal: ᐁ e, ᐃ i, ᐅ o, ᐊ a.
- No alfabeto romanizado popular usado perla língua hmong, um apóstrofo marca a sílaba vogal inicial. A ausência de qualquer letra indica que a sílaba se inicia com uma oclusiva glotal, a condição que, aliás, mais ocorre..
- O semi-silabário Pahawh Hmong também tem sua consoante nula, bem como uma letra para oclusiva glotal, com a ausência de letra consoante inicial indicando que a sílaba começa com /k/.

## Outros
- O Virama, uma vogal nula é um diacrítico de muitos abugidas, como o Devanagari da língua hindi. A virama marca a ausência de uma vogal; A ausência de uma virama ou diacrítico vocálico implica uma vogal inerente, como schwa.
- O Sukun, uma vogal nula opcional, é um diacrítico da língua árabe.